# San Pablo (Nuevo México)
San Pablo es un lugar designado por el censo ubicado en el condado de Doña Ana, Nuevo México, Estados Unidos. Según el censo de 2020, tiene una población de 858 habitantes.

## Geografía
La localidad está ubicada en las coordenadas 32°15′2″N 106°45′45″O / 32.25056, -106.76250. Según la Oficina del Censo de los Estados Unidos, San Pablo tiene una superficie total de 3.15 km², correspondientes en su totalidad a tierra firme.

## Demografía
Según el censo de 2020, hay 858 personas residiendo en San Pablo. La densidad de población es de 272 hab./km². El 45.34% son blancos, el 0.35% son afroamericanos, el 1.17% son amerindios, el 0.47% son asiáticos, el 0.12% es isleño del Pacífico, el 17.37% son de otras razas y el 35.20% son de una mezcla de razas. Del total de la población, el 69.23% son hispanos o latinos de cualquier raza.